# Valerie Peat
Valerie Peat (Reino Unido, 30 de abril de 1947-14 de mayo de 1997) fue una atleta británica especializada en la prueba de 200 m, en la que consiguió ser medallista de bronce europea en 1969.

## Carrera deportiva
En el Campeonato Europeo de Atletismo de 1969 ganó la medalla de bronce en los 200 metros, con un tiempo de 23.3 segundos, llegando a meta tras las atletas alemanas Petra Vogt (oro con 23.2 segundos) y Renate Meissner (plata también con 23.3 s)